# Wahlkreis Seine-Saint-Denis VI
Der Wahlkreis Seine-Saint-Denis VI ist seit 1986 ein Wahlkreis für die Parlamentswahlen im Département Seine-Saint-Denis in Frankreich.

## Die Abgeordneten des Wahlkreises
| Wahljahr | Wahljahr | Kandidat                                            | Partei                                              |
| -------- | -------- | --------------------------------------------------- | --------------------------------------------------- |
|          | 1967     | Jean Lolive                                         | PCF                                                 |
|          | 1968     | Jean Lolive                                         | PCF                                                 |
|          | 1973     | Jacqueline Chonavel                                 | PCF                                                 |
|          | 1978     | Jacqueline Chonavel                                 | PCF                                                 |
|          | 1981     | Claude Bartolone                                    | PS                                                  |
| 1986     | 1986     | Verhältniswahl – nicht nach Wahlkreisen organisiert | Verhältniswahl – nicht nach Wahlkreisen organisiert |
|          | 1988     | Claude Bartolone                                    | PS                                                  |
|          | 1993     | Claude Bartolone                                    | PS                                                  |
|          | 1997     | Claude Bartolone                                    | PS                                                  |
|          | 2002     | Claude Bartolone                                    | PS                                                  |
|          | 2007     | Claude Bartolone                                    | PS                                                  |
|          | 2012     | Élisabeth Guigou                                    | PS                                                  |
|          | 2017     | Bastien Lachaud                                     | LFI                                                 |
|          | 2022     | Bastien Lachaud                                     | LFI                                                 |

## Wahlergebnisse (seit 2017)

### Parlamentswahl 2017
| Kandidaten               | Kandidaten             | Parteien                                     | 1. Wahlgang | 1. Wahlgang | 2. Wahlgang | 2. Wahlgang |
| Kandidaten               | Kandidaten             | Parteien                                     | Stimmen     | %           | Stimmen     | %           |
| ------------------------ | ---------------------- | -------------------------------------------- | ----------- | ----------- | ----------- | ----------- |
|                          | Bastien Lachaudgewählt | FI – La France insoumise                     | 3.756       | 19,3        | 9.196       | 55,0        |
|                          | Alexandre Aïdara       | REM – La République en marche                | 5.304       | 27,3        | 7.522       | 45,0        |
|                          | Élisabeth Guigou       | SOC – Parti socialiste                       | 3.453       | 17,8        |             |             |
|                          | Patrick Le Hyaric      | COM – Parti communiste français              | 1.701       | 8,8         |             |             |
|                          | Line Valles            | FN – Front national                          | 1.437       | 7,4         |             |             |
|                          | Karine Franclet        | UDI – Union des démocrates et indépendants   | 1.315       | 6,8         |             |             |
|                          | Nadia Azoug            | ECO – Europe Écologie Les Verts              | 940         | 4,8         |             |             |
|                          | Nathalie Arthaud       | EXG – Lutte Ouvrière                         | 517         | 2,7         |             |             |
|                          | Florie Marie           | DIV – Parti Pirate                           | 230         | 1,2         |             |             |
|                          | Karima Rabouhi         | DIV – Union populaire républicaine           | 211         | 1,1         |             |             |
|                          | Philippe Milia         | DVG – Unabh.                                 | 171         | 0,9         |             |             |
|                          | Caroline Fons-Battesti | ECO – Alliance écologiste indépendante       | 168         | 0,9         |             |             |
|                          | Christophe Mendes      | DVD – Unabh.                                 | 87          | 0,4         |             |             |
|                          | Rezk Shehata           | DIV – Unabh.                                 | 72          | 0,4         |             |             |
|                          | Éric Andraud           | EXG – Parti ouvrier indépendant démocratique | 49          | 0,3         |             |             |
| Gesamt                   | Gesamt                 | Gesamt                                       | 19.411      | 100         | 16.718      | 100         |
|                          |                        |                                              |             |             |             |             |
| Leere Stimmzettel        | Leere Stimmzettel      | Leere Stimmzettel                            | 327         | 1,6         | 861         | 4,8         |
| Ungültige Stimmzettel    | Ungültige Stimmzettel  | Ungültige Stimmzettel                        | 155         | 0,8         | 348         | 1,9         |
| Wähler                   | Wähler                 | Wähler                                       | 19.893      | 37,8        | 17.927      | 34,1        |
| Wahlberechtigte          | Wahlberechtigte        | Wahlberechtigte                              | 52.594      |             | 52.593      |             |
|                          |                        |                                              |             |             |             |             |
| Quelle: Innenministerium |                        |                                              |             |             |             |             |

### Parlamentswahl 2022
| Kandidaten               | Kandidaten             | Parteien                                                                   | 1. Wahlgang | 1. Wahlgang | 2. Wahlgang | 2. Wahlgang |
| Kandidaten               | Kandidaten             | Parteien                                                                   | Stimmen     | %           | Stimmen     | %           |
| ------------------------ | ---------------------- | -------------------------------------------------------------------------- | ----------- | ----------- | ----------- | ----------- |
|                          | Bastien Lachaudgewählt | NUP – Nouvelle union populaire écologique et sociale (La France insoumise) | 12.797      | 56,6        | 16.046      | 75,4        |
|                          | Yasmina Baziz          | ENS – Ensemble ! (La République en marche)                                 | 3.419       | 15,1        | 5.236       | 24,6        |
|                          | Françoise Trova        | RN – Rassemblement National                                                | 1.584       | 7,0         |             |             |
|                          | Nabila Djebbari        | DVG – Unabh.                                                               | 1.248       | 5,5         |             |             |
|                          | Kourtoum Sachkho       | UDI – Union des démocrates et indépendants                                 | 1.172       | 5,2         |             |             |
|                          | Noélie Beugré          | REC – Reconquête                                                           | 560         | 2,5         |             |             |
|                          | Nathalie Arthaud       | DXG – Lutte Ouvrière                                                       | 537         | 2,4         |             |             |
|                          | Aïcha Bourak           | DIV – Unabh.                                                               | 382         | 1,7         |             |             |
|                          | Soumia Achfaa          | REG – Parti radical de gauche                                              | 327         | 1,4         |             |             |
|                          | Ali Zerouali           | DIV – Union des démocrates musulmans français                              | 236         | 1,0         |             |             |
|                          | Aymane Mabiala         | DIV – Parti Pirate                                                         | 217         | 1,0         |             |             |
|                          | Patrick Champion       | DXG – Parti ouvrier indépendant démocratique                               | 128         | 0,6         |             |             |
| Gesamt                   | Gesamt                 | Gesamt                                                                     | 22.607      | 100         | 21.282      | 100         |
|                          |                        |                                                                            |             |             |             |             |
| Leere Stimmzettel        | Leere Stimmzettel      | Leere Stimmzettel                                                          | 361         | 1,6         | 707         | 3,2         |
| Ungültige Stimmzettel    | Ungültige Stimmzettel  | Ungültige Stimmzettel                                                      | 159         | 0,7         | 324         | 1,5         |
| Wähler                   | Wähler                 | Wähler                                                                     | 23.127      | 39,8        | 22.313      | 38,4        |
| Wahlberechtigte          | Wahlberechtigte        | Wahlberechtigte                                                            | 58.095      |             | 58.109      |             |
|                          |                        |                                                                            |             |             |             |             |
| Quelle: Innenministerium |                        |                                                                            |             |             |             |             |

### Parlamentswahl 2024
| Kandidaten               | Kandidaten             | Parteien                                           | Stimmen | %    |
| ------------------------ | ---------------------- | -------------------------------------------------- | ------- | ---- |
|                          | Bastien Lachaudgewählt | UG – Nouveau Front populaire (La France insoumise) | 25.777  | 71,7 |
|                          | Nathalie Sack          | UDI – Union des démocrates et indépendants         | 5.014   | 13,9 |
|                          | Nacéra Salhaoui        | RN – Rassemblement National                        | 4.175   | 11,6 |
|                          | Nathalie Arthaud       | EXG – Lutte Ouvrière                               | 996     | 2,8  |
| Gesamt                   | Gesamt                 | Gesamt                                             | 35.962  | 100  |
|                          |                        |                                                    |         |      |
| Leere Stimmzettel        | Leere Stimmzettel      | Leere Stimmzettel                                  | 518     | 1,4  |
| Ungültige Stimmzettel    | Ungültige Stimmzettel  | Ungültige Stimmzettel                              | 257     | 0,7  |
| Wähler                   | Wähler                 | Wähler                                             | 36.737  | 60,4 |
| Wahlberechtigte          | Wahlberechtigte        | Wahlberechtigte                                    | 60.823  |      |
|                          |                        |                                                    |         |      |
| Quelle: Innenministerium |                        |                                                    |         |      |